# Legendz - La leggenda dei re draghi
Legendz (レジェンズ?, Rejenzu) è un gioco di ruolo, un anime, un giocattolo, un gioco di carte e una serie manga.

## Media

### Manga
Il manga è illustrato da Makoto Haruno (春野 まこと?, Haruno Makoto) e la storia è di Rin Hirai (平井 邻?, Hirai Rin), in Giappone è stato serializzato dal 6 ottobre 2003 al 5 marzo 2005 su Monthly Shōnen Jump di Shūeisha. I vari capitoli sono stati raccolti in quattro volumi tankōbon pubblicati dal 4 marzo 2004 al 4 aprile 2005. Negli Stati Uniti d'America è stato distribuito da Viz Media.
In Italia la serie è stata pubblicata da Star Comics nella collana Neverland dal 1º giugno al 3 dicembre 2007.
La storia parla di Ken Kazaki, un ragazzo che frequenta la Scuola Elementare Ryudo (竜童学校?, Ryudo Gakko). Assieme a Shiron, il suo fedele Windragon, combatte con altre persone che come lui allevano dei mostri. Ken parteciperà in seguito al concorso Legendz Carnival, durante il quale verrà a conoscenza di un pericolo che minaccia il mondo.

#### Volumi
| Nº | Data di prima pubblicazione | Data di prima pubblicazione | Data di prima pubblicazione |
| Nº | Giapponese                  | Giapponese                  | Italiano                    |
| -- | --------------------------- | --------------------------- | --------------------------- |
| 1  | 4 marzo 2004                | ISBN 4-08-873583-8          | 1º giugno 2007              |
| 2  | 4 giugno 2004               | ISBN 4-08-873615-X          | 2 agosto 2007               |
| 3  | 4 novembre 2004             | ISBN 4-08-873687-7          | 3 ottobre 2007              |
| 4  | 4 aprile 2005               | ISBN 4-08-873799-7          | 3 dicembre 2007             |

### Anime
L'anime Legendz - La leggenda dei re draghi (レジェンズ 甦る 竜王 伝説?, Rejenzu Yomigaeru Ryūō Densetsu) animato dallo studio Gallop e diretto da Akitaro Daichi, è stato prodotto nel 2003 in 50 episodi. È andato in onda sul network giapponese Fuji TV dal 4 aprile 2004 al 27 marzo 2005 ed in Italia su Hiro dal 5 ottobre al 25 novembre 2009.
Rispetto al manga, la serie televisiva si occupa di più del contesto generale dei personaggi-mostro e della loro storia. Si apre con la scoperta degli "Scrigni dell'anima", che contengono creature leggendarie di incredibile potere. La società Dark Wiz (DWC) vuole impossessarsi degli Scrigni per ragioni sconosciute, ma quattro di loro scompaiono misteriosamente. La maggior parte dell'anime si svolge a Brooklyn, New York City, con il ponte di Brooklyn come punto di riferimento.

#### Doppiaggio
Il doppiaggio italiano è stato effettuato presso lo Studio P.V. sotto la direzione di Ivo De Palma, che ha curato anche i dialoghi italiani.
| Personaggio             | Doppiatore originale | Doppiatore italiano       |
| ----------------------- | -------------------- | ------------------------- |
| Shu                     | Akemi Okamura        | Marcella Silvestri        |
| Meg                     | Megumi Nasu          | Tosawi Piovani            |
| Mac                     | Masami Suzuki        | Irene Scalzo              |
| Dino                    | Omi Minami           | Renato Novara             |
| Shiron                  | Kazuhiko Inoue       | Alessandro Maria D'Errico |
| Ranshin                 | Kazuhiko Inoue       | Mario Zucca               |
| Bb Youko                | Yuri Amano           | Luisa Ziliotto            |
| Sasuke, Padre di Shu    | Hiroyuki Sawada      | Ivo De Palma              |
| Halca Hepburn           | Yuriko Fuchizaki     | Stefania Nali             |
| Bigfoot                 | Ayaka Saito          | Cinzia Massironi          |
| Mini Shiron             | -                    | Pietro Ubaldi             |
| La segretaria (Lady S.) | Miyuki Sawashiro     | Maura Marenghi            |

#### Episodi
La prima trasmissione italiana è stata effettuata su Hiro alle ore 12,30, 18,00 e 21,55.
| Nº | Titolo italiano - Titolo inglese Giapponese 「Kanji」 - Rōmaji                                                                                           | In onda           | In onda          |
| Nº | Titolo italiano - Titolo inglese Giapponese 「Kanji」 - Rōmaji                                                                                           | Giapponese        | Italiano         |
| 1  | Il potere del vento - CALLING IN THE WIND 「オイラが風を呼んでいた」 - Oira ga kaze wo yon deita                                                         | 4 aprile 2004     | 5 ottobre 2009   |
| 2  | Il rifugio segreto - A DRAFT THROUGH MY HEAD 「頭の中はカラッ風」 - Atama no naka ha karatsu kaze                                                        | 11 aprile 2004    | 6 ottobre 2009   |
| 3  | L'attacco del Gigante Granchio - ATTACK OF THE KILLER CRAB 「カニに襲われアワくった」 - Kani ni osowa re awa kutta                                       | 18 aprile 2004    | 7 ottobre 2009   |
| 4  | La vera forza - CROCODILE, WAIT A WHILE 「ワニがワニしてワニとやら」 - Wani ga wani shite wani toyara                                                    | 25 aprile 2004    | 8 ottobre 2009   |
| 5  | M'ama, non m'ama... - A BIRD'S LOVE POTION 「鳥が恋してズッキュンバッキュン」 - Tori ga koishite zukkyun bakkyun                                         | 2 maggio 2004     | 9 ottobre 2009   |
| 6  | La riscossa di Goblin - ENTER THE GOBLIN 「忍び込んだらどこまでも」 - Shinobi kondara doko made mo                                                       | 9 maggio 2004     | 10 ottobre 2009  |
| 7  | Le rose dell'amicizia - THE NAME OF MY ROSE 「まいべびべびばらばら」 - Mai be bibe bi bara bara                                                          | 16 maggio 2004    | 11 ottobre 2009  |
| 8  | Il potere del fuoco - SOME LIKE IT FIERY 「熱いの熱いの熱いのよ」 - Atsui no atsui no atsui noyo                                                         | 23 maggio 2004    | 12 ottobre 2009  |
| 9  | Uno strano professore - CATTY PROFESSOR 「ネコたらしいヤツ、ムカつくニャン」 - Neko tarashī Yatsu, mukatsuku nyan                                        | 30 maggio 2004    | 13 ottobre 2009  |
| 10 | Amici per la pelle - LONG LONG TIME COMING 「話せば長～い物語」 - Hanaseba naga ~ i monogatari                                                           | 6 giugno 2004     | 14 ottobre 2009  |
| 11 | Il Legendz estremo - AND THERE WERE NO MORE SUSHI! 「スシくって究極ってイエイイエイ！」 - Sushi kutte kyūkyoku tte ieiiei!                               | 13 giugno 2004    | 15 ottobre 2009  |
| 12 | Pericolo a New York - OCTOPUS STRIKES BACK 「タコタコハマってさぁ大変」 - Takotakohama tte sa taihen                                                     | 20 giugno 2004    | 16 ottobre 2009  |
| 13 | Una strana missione - THE GLOBE'S UNEARTHLY SHRIEKS 「地球の悲鳴が聞こえてた」 - Chikyū no himei ga kiko eteta                                           | 27 giugno 2004    | 17 ottobre 2009  |
| 14 | Ultime ore per l'umanità - STRANGERS IN THE SIGHT 「何がどうして どうなるの!?」 - Nani ga dōshite dō naru no! ?                                          | 4 luglio 2004     | 18 ottobre 2009  |
| 15 | Quando soffia il vento - WHEN THE WIND BLOWS... 「答えは風が知っていた」 - Kotae ha kaze ga shitte ita                                                   | 11 luglio 2004    | 19 ottobre 2009  |
| 16 | La storia di una vita - EVERYTHING YOU WANTED TO KNOW ABOUT DAD YOU NEVER ASK 「なんたることか父主役…?!」 - Nantaru koto ka chichi shuyaku…?!            | 18 luglio 2004    | 20 ottobre 2009  |
| 17 | La Chimera - LOVE ME OR BELEAVE ME 「調子の歯車ガッタガタ」 - Chōshi no haguruma gattagata                                                               | 1º agosto 2004    | 21 ottobre 2009  |
| 18 | Chi ha paura dei Legendz oscuri? - WHO'S AFRAID OF SLIMY SPECTER? 「ゾンビわんさかベタつき模様」 - Zonbi wansaka betatsuki moyō                          | 8 agosto 2004     | 22 ottobre 2009  |
| 19 | Il potere dei Legendz - THE SUN ALSO RISES, AFTER ALL 「夜をこえたら朝だった」 - Yoru o koetara asadatta                                                 | 15 agosto 2004    | 23 ottobre 2009  |
| 20 | Non si scherza con il fuoco! - TAKE ME OUT TO THE SKY 「最初で、最後の、デートです」 - Saisho de, saigo no, deto desu                                    | 22 agosto 2004    | 24 ottobre 2009  |
| 21 | Il viaggio di Shiron - OF MICE AND BRIDGE, OVER TROUBLED WATER 「ねずっちょ、ちゅびるば橋のはし」 - Nezuccho, chubiruba hashi nohashi                    | 29 agosto 2004    | 25 ottobre 2009  |
| 22 | Shiron, ritorna! - ALONE AGAIN,UNNATURALLY 「ＧとＷでニッコルチュボーン」 - G to W de Nikkoruchubon                                                      | 5 settembre 2004  | 26 ottobre 2009  |
| 23 | Legame indissolubile - WHEN YOU WISH UPON A SPARK 「君と見上げた夜の空」 - Kun to miage ta yoru no sora                                                  | 12 settembre 2004 | 27 ottobre 2009  |
| 24 | Le meraviglie del Talisdam - MR.SPARKS OR: HOW I LEARNED TO STOP WORRYING AND LOVE THE BEAST 「ウヒョホできたよタリスダム」 - Uhyoho dekitayo Tarisudamu | 19 settembre 2004 | 28 ottobre 2009  |
| 25 | L'attacco dei Gargoyle - IT'S BEEN A LONG, LONG TIME, BUDDY. 「昔のサーガが出て来ます」 - Mukashi no saga ga dete kima su                                | 26 settembre 2004 | 29 ottobre 2009  |
| 26 | La promessa di Shiron - CAN'T GET THERE FROM HERE IN SQUARE 「気持ちアチコチスクエア～」 - Kimochi achikochi sukuea ~                                    | 3 ottobre 2004    | 30 ottobre 2009  |
| 27 | L'attacco dei Golem - MY BIG FOOT GEEK WELDING 「ついにここまでやって来た」 - Tsuini koko made yattekita                                                 | 10 ottobre 2004   | 31 ottobre 2009  |
| 28 | C'era una volta il vento... - ONCE UPON A TIME IN THE WIND 「風がはこんだめぐり逢い」 - Kaze ga hakonda meguri ai                                        | 17 ottobre 2004   | 1º novembre 2009 |
| 29 | Il club dei Legendz - A SONG IS BORN IN THE CLUB 「ズジェレと歌おう レジェンズクラブ」 - Zujiere to utaou Rejienzu Kurabu                                | 24 ottobre 2004   | 2 novembre 2009  |
| 30 | Una prova difficile - UNTIL IT'S TIME FOR HIM TO GO 「歴史をかえた愛の歌」 - Rekishi wokaeta ai no uta                                                   | 31 ottobre 2004   | 3 novembre 2009  |
| 31 | Lo spirito del vento - CHASERS,RUNNERS, FLIERS 「追いかーけて、飛ばされーて」 - Oi ka kete, tobasare te                                                  | 7 novembre 2004   | 4 novembre 2009  |
| 32 | Ghiaccio contro ghiaccio - STAND TALL BY ME 「青春・熱血・セレナーデ」 - Seishun nekketsu Serenāde                                                       | 14 novembre 2004  | 5 novembre 2009  |
| 33 | Un pianeta da salvare - YET THERE STILL IS THE BLUE PLANET 「ガリオン ガリルレ ガーリック」 - Garion Garirure Garikku                                    | 21 novembre 2004  | 7 novembre 2009  |
| 34 | La missione dei Legendz - THREE GROUND BULLS 「モォ～っと三匹ウシが来た」 - Moo ~ tto sanbiki ushi ga kita                                               | 28 novembre 2004  | 8 novembre 2009  |
| 35 | Famiglie in pericolo - WHEN THE BOSS GOES MARCHING IN 「ラストにビッカリＣＥＯ！」 - Rasuto ni bikkari CEO!                                              | 5 dicembre 2004   | 9 novembre 2009  |
| 36 | Caccia ai Legendz - DAD ON THE RUN 「父よあなたはえらかった」 - Chichiyo anata wa erakatta                                                               | 12 dicembre 2004  | 10 novembre 2009 |
| 37 | Stormo alato sulla città - WHO'S RESPONSIBLE FOR PAINTING THE SKY? 「この空染めたのダレなのさ！」 - Kono sora some tano dare nanosa!                     | 19 dicembre 2004  | 11 novembre 2009 |
| 38 | Dietro la barriera - CROUCHING LEADER, HIDDEN DRAGON 「風がどうにも止まってた」 - Jaze gadōnimo toma tteta                                               | 26 dicembre 2004  | 12 novembre 2009 |
| 39 | Una scelta difficile - THE WAY SHE WAS 「ハルカが来た道もう一度」 - Haruka ga kita michi mō ichido                                                       | 9 gennaio 2005    | 13 novembre 2009 |
| 40 | Il segnale della battaglia - WHEN THE WIND STOP BLOWING 「真っシロンに燃えつきた」 - Makoto tsu shiron ni moe tsukita                                    | 16 gennaio 2005   | 14 novembre 2009 |
| 41 | Il vento si è fermato - TOWN OF NO WIND 「風が街から消えたとさ」 - Kaze ga machi kara kie tatosa                                                         | 23 gennaio 2005   | 15 novembre 2009 |
| 42 | Eppure il vento soffia ancora... - RETURN OF WIND-MAKER 「風よ、オイラに吹いて来な！」 - Kaze yo, oira ni fui te kona!                                   | 30 gennaio 2005   | 16 novembre 2009 |
| 43 | Potere assoluto - WHO WANTS TO STOP THE UNSTOPPABLE? 「もう、どうにも止まらない！」 - Mō, dōnimo toma ranai!                                             | 6 febbraio 2005   | 17 novembre 2009 |
| 44 | I fratelli di fuoco - MEANWHILE...ADVENTURE OF FIRED BROTHERS 「一方その頃、俺たちの旅」 - Ippō sono goro, ore tachino tabi                              | 13 febbraio 2005  | 18 novembre 2009 |
| 45 | Il risveglio del male - SPLASH, FLIT, TURN AND GO! 「泳いで飛んで回って…えっ？」 - Oyoi de ton de mawatte... etsu?                                       | 20 febbraio 2005  | 19 novembre 2009 |
| 46 | Il regno dei Legendz - LEFT BEHIND? FALL IN! 「残された人、よっといで」 - Nokosa reta nin, yottoide                                                      | 27 febbraio 2005  | 20 novembre 2009 |
| 47 | I re draghi - THE LEGENDARY, LONGEST DAY 「レジェンズウォーがうぉううぉううぉううぉう」 - Rejienzūo gauōuōuōuō                                           | 6 marzo 2005      | 22 novembre 2009 |
| 48 | Un drago al bivio - SO IT WASN'T POINT OF NO RETURN! 「今来たこの道戻りゃんせ」 - Ima kita kono michi modori yanse                                       | 13 marzo 2005     | 23 novembre 2009 |
| 49 | Il drago della luce - HOLY COW! GOIN' GOIN' GONE! 「光のツッコミ入れたろか！」 - Hikari no tsukkomi ire taroka!                                          | 20 marzo 2005     | 24 novembre 2009 |
| 50 | L'ora dell'addio - FORGOTTEN BUT NOT TOTALLY GONE 「風と共に去ったとさ」 - Kaze to tomoni satta tosa                                                     | 27 marzo 2005     | 25 novembre 2009 |

## Personaggi
- Shuzo "Shu" Matsutani (シュウゾウ・マツタニ?, Shūzō Matsutani)
- Meg Sprinkle (メグ・スプリンクル?, Megu Supurinkuru)
- Mike "Mac" McField ("マック", マイク・マクフィールド?, "Makku", Maiku Makufīrudo)
- Dino Sparks (ディーノ・スパークス?, Dino Supākusu)
- Shiron the Windragon (シロン?, ’’Shiron’’)
- Ranshiin (ランシーン?, Ranshīn)

## Accoglienza
The Anime Encyclopedia: A Guide to Japanese Animation Since 1917 prende nota delle somiglianze con Dragon Drive nell'introduzione di Shu e Shiron. Nota anche le somiglianze con i Pokémon tranne che con i draghi e le "somiglianze stilistiche" del regista Daichi con Makasete iruka!. Il compendio della recensione del manga Manga: The Complete Guide ha elogiato "l'universo elaborato" e "l'artwork eccentrico", ma ha trovato le creature come "insipide".